# كاميلو مارين
كاميلو مارين (بالإنجليزية: Camilo Marin)‏ هو وكيل رياضي أمريكي، ولد في 6 يناير 1913، وتوفي في 1 ديسمبر 1988.